# Cheiro de Amor (canção)
"Cheiro de Amor" é uma canção composta por Paulo Sérgio Valle, Jota Morais, Ribeiro e Duda Mendonça e lançada em 1979 com êxito pela cantora Maria Bethânia em seu famoso álbum Mel. Também em 1979, a cantora e compositora paraense Jane Duboc, lançou sua versão de Cheiro de Amor em um Compacto Simples com o selo Tapecar. Em 2005 a cantora Preta Gil gravou a canção para o CD Preta, seu segundo álbum.

## Informações
O primeiro responsável pela canção é o publicitário Duda Mendonça, que criou um jingle para uma campanha de Dia dos Namorados do motel Le Royale, que fica na Bahia. O sucesso foi tanto que os clientes ganhavam um disco com a canção como brinde.
Maria Bethânia, escutando o jingle no rádio, pediu ao publicitário para gravá-la. Ela encomendou a Jota Moraes e a Paulo Sérgio Valle uma segunda parte da canção. No final, "Cheiro de Amor" solidificou-se com dois refrões diferentes e duas estrofes iguais, uma antes de cada um. A letra reflete um momento na música popular brasileira, em que a mulher se libertava de tabus e cantava seu amor de forma mais liberal. Maria Bethânia incluiu a canção no seu álbum Mel, um disco de sucesso, que conta com outras canções com apelo sensual, temas que faziam parte desse momento na carreira da cantora.
Em 2005, a cantora Preta Gil incluiu a canção no repertório de um show que ela fez no Mistura Fina (no Rio de Janeiro).o DJ Zé Pedro, admirador da canção, pediu que a cantora a gravasse. Preta, para homenageá-lo, gravou a canção ao vivo no estúdio Toca do Bandido produzida por Tom Capone. A gravação entrou para o segundo álbum dela, chamado de Preta. Sua versão conta com uma extensão maior que a de Bethânia. A cantora conta que quando lembra da canção, lembra de Tom.
Em 2006, a versão de Maria Bethânia foi incluída na trilha sonora da novela da Rede Globo "Pé na Jaca", exibida às 19h. "Cheiro de Amor" foi escolhida como tema do casal Maria (Fernanda Lima) e Lance (Marcos Pasquim).

## CompactodeJane Duboc
Cheiro de Amor é o primeiro Compacto Simples da cantora e compositora paraense Jane Duboc. Ele foi lançado com o selo Tapecar em 1979.
A capa deste compacto, que foi o primeiro trabalho da carreira solo da cantora, estampa uma Jane sensual, que se encaixa bem com o teor libertário da letra da canção.

### Faixas
Lado A
1. Cheiro de Amor
Lado B
2.Pra Ter Você